# 科朗贝尔
科朗贝尔（法語：Colembert，法語發音：[kɔlɑ̃bɛʁ]）是法国上法蘭西大區加来海峡省的一个市镇，属于滨海布洛涅区。

## 地理
科朗贝尔（50°44'48"N, 1°50'29"E）面积9.92 平方千米，位于法国上法蘭西大區加来海峡省，该省份为法国北部沿海省份，西北濒北海，南至索姆省，东临北部省。
与科朗贝尔接壤的市镇（或旧市镇、城区）包括：布尔桑、贝勒布吕讷、纳布兰冈、桑冈、勒瓦斯特、阿朗邦、阿兰克坦、贝勒和乌勒福尔、埃讷沃。
科朗贝尔的时区为UTC+01:00、UTC+02:00（夏令时）。

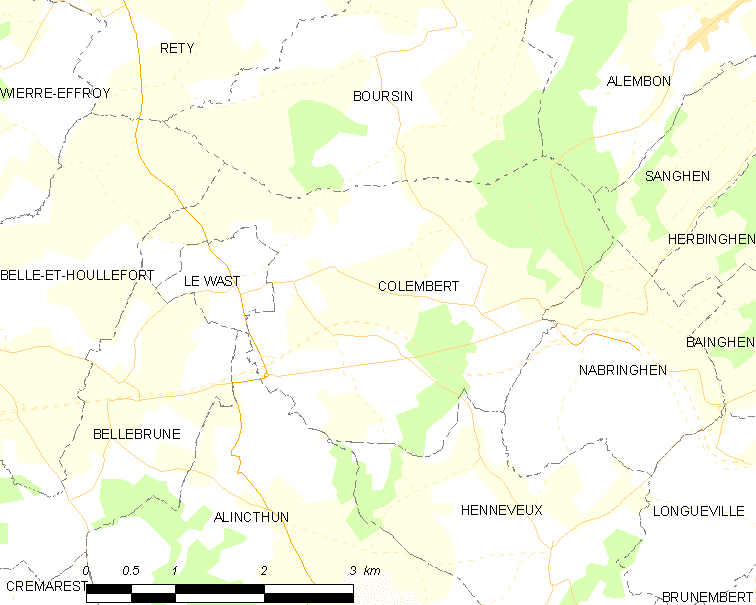
科朗贝尔的OSM定位图

## 行政
科朗贝尔的邮政编码为62142，INSEE市镇编码为62230。

## 政治
科朗贝尔所属的省级选区为代夫勒县。

## 人口

1962-2008年间科朗贝尔人口变化图示

科朗贝尔于2022年1月1日时的人口数量为907人。